# Опарин, Григорий Петрович
Григо́рий Петро́вич Опа́рин (10 (23) декабря 1900 — 9 марта 1979) — советский хозяйственный, государственный и политический деятель. 2-й секретарь Саратовского областного комитета ВКП(б). Входил в состав особой тройки НКВД СССР. Участник Гражданской войны в России и Великой Отечественной войны.

## Биография
Родился 10 (23) декабря 1900 по другим данным 10 октября 1900 г. в деревне Балчуг Коврижской волости Орловского уезда Вятской губернии Российской империи в крестьянской семье. После окончания в августе 1918 г. шести классов орловского реального училища, работал помощником делопроизводителя волостного военного комиссариата в с. Кпеновица Орловского уезда. С 1918 г. по 1919 г. состоял в РКП(б), выбыл механически из партии. С февраля 1919 г. секретарь волостного исполкома в д. Коврижки Орловского уезда. С мая 1919 г. в Рабоче-крестьянской Красной армии, участвовал в Гражданской войне в России письмоводителем, конторщиком, начальником отделения в III Красной армии и управления трудовых частей Урала на Восточном фронте в Екатеринбурге и Тюмени. С августа 1922 г. крестьянин в хозяйстве родителей в Балчуге. С октября 1922 г. секретарь 6-го участка народного суда в с. Истобенское Халтуринского уезда Вятской губернии. Вступил в комсомол в 1923 году, а с декабря 1923 г. стал кандидатом в члены РКП(б). С августа 1924 г. инструктор и заведующий политпросветом уездного комитета РЛКСМ, с января 1925 г. заведующий общим отделом, заведующий информационно-статистическим подотделом уездного комитета ВКП(б) в Халтурине. Член ВКП(б) с декабря 1925 г. С марта 1927 г. секретарь Посадского волостного комитета ВКП(б) в с. Пищалье (Пищальское) Халтуринского уезда. С марта 1928 г. ответственный информатор и заведующий информационно-статистическим подотделом губернского комитета ВКП(б), с июня 1929 г. заведующий информационно-статистическим подотделом и инструктор Вятского окружкома ВКП(б). С июля 1930 г. помощник секретаря Нижегородского крайкома ВКП(б). С июля 1932 г. слушатель института марксизма-ленинизма в Горьком. С марта 1933 г. заместитель начальника политического отдела МТС в г. Яранск. С апреля 1934 г. начальник политического отдела МТС в с. Кикнур Горьковского края. С января 1935 г. секретарь Нолинского райкома ВКП(б), по другим данным ответственный секретарь Молотовского (сельского) райкома ВКП(б) Кировской области. С июня 1937 г. заведующий отдела руководящих партийных органов Кировского обкома ВКП(б). 17 ноября 1937 г. Решением Политбюро ЦК ВКП(б) утвержден членом тройки Управления НКВД по Кировской области. С февраля 1938 г. исполняющий обязанности 2-го секретаря Саратовского обкома ВКП(б), а 8 марта вступил в должность. В мае 1938 г. освобожден от работы, направлен в распоряжение ЦК ВКП(б), документы были направлены в НКВД. Арестован в Саратове 2 июня 1938 г. и этапирован в следственную часть Управления НКВД по Кировской области. Обвинялся по статьям 58-8 и 58-11 Уголовного кодекса РСФСР за участие в контр-революционной террористической организации. 23 декабря 1939 г. за недостаточностью улик дело прекращено, из-под стражи освобожден, позже восстановлен в ВКП(б). Реабилитирован прокуратурой Кировской области 16 января 1989 г. С января 1940 г. заместитель председателя Кировского областного промышленного совета. С августа 1941 г. мобилизован в РККА, служил военкомом, а с октября 1942 г. заместителем по политической части начальника эвакуационного госпиталя № 1322 Южного фронта. С декабря 1943 г. заместитель начальника по политической части эвакогоспиталя № 3162 в г. Зуевка Кировской области. С марта 1944 г. заместитель по политической части командира 231-го отдельного дорожно-строительного батальона. С мая 1944 г. заместитель начальника по политической части 5-х окружных курсов по подготовке кадров Уральского военного округа. С августа 1945 г. заместитель начальника по политчасти склада Народного комиссариата обороны № 188 Уральского военного округа. Демобилизован 19 декабря 1945 г. С апреля 1946 г. работал заместителем управления Кировским торфотрестом. С июня 1947 г. управляющий Кировской областной конторы «Заготскот». С марта 1949 г. директор Кировского отделения управления «Главвтормет». С марта 1951 г. начальник Кировского областного управления «Главвторчермет». С января 1955 г. на пенсии в Кирове. Умер в марте 1979 года.

## Воинские звания
Капитан.

## Награды
Медаль «За победу над Германией в Великой Отечественной войне 1941—1945 гг.» (09.05.1945);
Медаль «За доблестный труд в Великой Отечественной войне 1941—1945 гг.».